# Antinephele muscosa
Antinephele muscosa är en fjärilsart som beskrevs av Holland 1889. Antinephele muscosa ingår i släktet Antinephele och familjen svärmare. Inga underarter finns listade i Catalogue of Life.